# Critèrium Internacional
El Critérium Internacional és una cursa ciclista francesa que es disputa en tres etapes el darrer cap de setmana de març a Charleville-Mézières.
La primera etapa, disputada el dissabte, consisteix en una cursa en línia que dona lloc a bonificacions. El diumenge al matí hi ha una etapa de muntanya, en què no hi ha bonificacions; i el diumenge a la vesprada té lloc una contrarellotge individual.

## Història
La cursa va ésser creada el 1932 amb el nom de Critérium National de la Route i fou una competició reservada als ciclistes francesos fins al 1979, quan aquesta es va transformar en el Critérium Internacional.
El primer vencedor fou el francès Léon Le Calvez. Amb cinc victòries, ostenten el rècord de victòries a la cursa els francesos Emile Idée i Raymond Poulidor i l'alemany Jens Voigt.

## Llista de guanyadors

### Critérium National de la Route
| Any  | Vencedor                           | Segon                              | Tercer              |
| ---- | ---------------------------------- | ---------------------------------- | ------------------- |
| 1932 | Léon Le Calvez                     | Pierre Magne                       | Maurice Archambaud  |
| 1933 | André Leducq                       | Georges Speicher                   | Jean Bidot          |
| 1934 | Roger Lapébie                      | Jules Merviel                      | René Le Grevès      |
| 1935 | René Le Grevès                     | René Vietto                        | Antonin Magne       |
| 1936 | Paul Chocque                       | Fernand Mithouard                  | Arthur Debruyckere  |
| 1937 | Roger Lapébie & René Le Grevès     | Roger Lapébie & René Le Grevès     | Pierre Cloarec      |
| 1938 | Pierre Jaminet                     | Pierre Cloarec                     | Sauveur Ducazeaux   |
| 1939 | André Deforge                      | Marcel Laurent                     | Pierre Jaminet      |
| 1940 | Emile Idée                         | André Desmoulins                   | André Deforge       |
| 1941 | Yvan Marie                         | André Desmoulins                   | Albert Goutal       |
| 1941 | Benoît Faure                       | Pierre Cogan                       | Aldo Bertocco       |
| 1942 | Emile Idée                         | Raymond Louviot                    | Raymond Guegan      |
| 1942 | Aldo Bertocco                      | Joseph Soffietti                   | Marcel Laurent      |
| 1943 | Emile Idée                         | Georges Blum                       | Raymond Guegan      |
| 1943 | Louis Gauthier                     | Emile Rol                          | André Deforge       |
| 1944 | Roger Piel                         | Louis Thietard                     | Aimable Denhez      |
| 1945 | Jo Goutorbe                        | Manuel Huguet                      | Emile Idée          |
| 1946 | Kleber Piot & Camille Danguillaume | Kleber Piot & Camille Danguillaume | Lucien Boda         |
| 1947 | Emile Idée                         | Emile Carrara                      | Urbain Caffi        |
| 1948 | Camille Danguillaume               | Emile Idée                         | Victor Pernac       |
| 1949 | Emile Idée                         | Raymond Lucas                      | Antonin Rolland     |
| 1950 | Pierre Barbotin                    | Guy Lapebie                        | Louis Deprez        |
| 1951 | Louison Bobet                      | Pierre Barbotin                    | Robert Desbats      |
| 1952 | Louison Bobet                      | Robert Varnajo                     | Bernard Gauthier    |
| 1953 | Robert Desbats                     | Jacques Dupont                     | Gilbert Loof        |
| 1954 | Roger Hassenforder                 | Raoul Remy                         | Bernard Gauthier    |
| 1955 | René Privat                        | Pierre Molineris                   | Bernard Gauthier    |
| 1956 | Roger Hassenforder                 | Louis Caput                        | Jean Forestier      |
| 1957 | Jean Forestier                     | Louis Bobet                        | Serge Blusson       |
| 1958 | Roger Hassenforder                 | Raphaël Geminiani                  | Claude Colette      |
| 1959 | André Darrigade                    | Fernand Picot                      | Jean Graczyk        |
| 1960 | Jean Graczyk                       | Claude Colette                     | Jacques Anquetil    |
| 1961 | Jacques Anquetil                   | André Darrigade                    | Jean Gainche        |
| 1962 | Joseph Groussard                   | Jean-Claude Annaert                | Anatole Novak       |
| 1963 | Jacques Anquetil                   | Raymond Poulidor                   | Joseph Velly        |
| 1964 | Raymond Poulidor                   | Edouard Delberghe                  | Joseph Novales      |
| 1965 | Jacques Anquetil                   | Raymond Poulidor                   | Jean-Claude Annaert |
| 1966 | Raymond Poulidor                   | Roger Pingeon                      | Jean-Claude Lebaube |
| 1967 | Jacques Anquetil                   | Raymond Poulidor                   | Raymond Delisle     |
| 1968 | Raymond Poulidor                   | Jean Jourden                       | Roger Pingeon       |
| 1969 | Gilbert Bellone                    | Raymond Delisle                    | Georges Chappe      |
| 1970 | Georges Chappe                     | Lucien Aimar                       | Roland Berland      |
| 1971 | Raymond Poulidor                   | Gilbert Bellone                    | Daniel Ducreux      |
| 1972 | Raymond Poulidor                   | Alain Santy                        | Jean-Luc Molinéris  |
| 1973 | Jean-Pierre Danguillaume           | Alain Santy                        | André Mollet        |
| 1974 | Bernard Thévenet                   | Christian Raymond                  | Raymond Delisle     |
| 1975 | Jacques Esclassan                  | André Corbeau                      | Jean Chassang       |
| 1976 | Patrick Beon                       | Yves Hezard                        | Raymond Martin      |
| 1977 | Jean Chassang                      | Raymond Delisle                    | Roland Belrand      |
| 1978 | Bernard Hinault                    | Michel Laurent                     | Yves Hezard         |

### Critérium Internacional
| Any  | Vencedor               | Segon                 | Tercer               |
| ---- | ---------------------- | --------------------- | -------------------- |
| 1979 | Joop Zoetemelk         | Bernard Hinault       | Sven-Ake Nilsson     |
| 1980 | Michel Laurent         | Jean-René Bernaudeau  | Régis Ovion          |
| 1981 | Bernard Hinault        | Jacques Bossis        | Régis Clere          |
| 1982 | Laurent Fignon         | André Chappuis        | Marcel Tinazzi       |
| 1983 | Seán Kelly             | Jean-Marie Grezet     | Joop Zoetemelk       |
| 1984 | Seán Kelly             | Pascal Simon          | Stephen Roche        |
| 1985 | Stephen Roche          | Charly Berard         | Seán Kelly           |
| 1986 | Urs Zimmermann         | Seán Kelly            | Greg LeMond          |
| 1987 | Seán Kelly             | Stephen Roche         | Pascal Simon         |
| 1988 | Erik Breukink          | Laurent Fignon        | Robert Millar        |
| 1989 | Miguel Induráin        | Charly Mottet         | Stephen Roche        |
| 1990 | Laurent Fignon         | Gilles Dellion        | Jean-Claude Leclercq |
| 1991 | Stephen Roche          | Gérard Rue            | Charly Mottet        |
| 1992 | Jean-François Bernard  | Gert-Jan Theunisse    | Giorgio Furlan       |
| 1993 | Erik Breukink          | Tony Rominger         | Alex Zülle           |
| 1994 | Giorgio Furlan         | Tony Rominger         | Ievgueni Berzin      |
| 1995 | Laurent Jalabert       | Vladislav Bóbrik      | Ievgueni Berzin      |
| 1996 | Chris Boardman         | Michele Coppolillo    | Mauro Gianetti       |
| 1997 | Marcelino García       | Laurent Jalabert      | Pascal Lino          |
| 1998 | Bobby Julich           | Davide Rebellin       | Bo Hamburger         |
| 1999 | Jens Voigt             | David Millar          | Andrei Teteriuk      |
| 2000 | Abraham Olano          | Juan Carlos Domínguez | Aleksandr Vinokúrov  |
| 2001 | Rik Verbrugghe         | José Alberto Martínez | Jens Voigt           |
| 2002 | José Alberto Martínez  | Lance Armstrong       | David Moncoutié      |
| 2003 | Laurent Brochard       | Jens Voigt            | David Moncoutié      |
| 2004 | Jens Voigt             | José Ivan Gutierrez   | Lance Armstrong      |
| 2005 | Bobby Julich           | Thomas Dekker         | Jörg Jaksche         |
| 2006 | Ivan Basso             | Erik Dekker           | Andrí Hrivko         |
| 2007 | Jens Voigt             | Thomas Lövkvist       | Alejandro Valverde   |
| 2008 | Jens Voigt             | Gustav Erik Larsson   | Luis León Sánchez    |
| 2009 | Jens Voigt             | Frantisek Rabon       | Danny Pate           |
| 2010 | Pierrick Fédrigo       | Michael Rogers        | Tiago Machado        |
| 2011 | Frank Schleck          | Vassil Kirienka       | Rein Taaramae        |
| 2012 | Cadel Evans            | Pierrick Fédrigo      | Michael Rogers       |
| 2013 | Chris Froome           | Richie Porte          | Tejay Van Garderen   |
| 2014 | Jean-Christophe Péraud | Mathias Frank         | Tiago Machado        |
| 2015 | Jean-Christophe Péraud | Thibaut Pinot         | Fabio Felline        |
| 2016 | Thibaut Pinot          | Pierre Latour         | Sam Oomen            |